# Tribometar
Tribometar je mjerni instrument ili naprava za mjerenje trenja. Budući da pri svakom gibanju fizikalnog tijela po podlozi mora uvijek neka vanjska sila svladati trenje, možemo trenje mjeriti tom vanjskom silom. Pomoću užeta, prebačenog preko koloture, na čijem se kraju nalazi zdjelica s utezima možemo pokrenuti predmet od bilo kojeg materijala. Veličina utega, pri kojem počinje gibanje tijela, određuje veličinu trenja. 
Pokusima je ustanovljeno da je trenje klizanja razmjerno (proporcionalno) s težinom tijela G, odnosno s okomitim pritiskom Fn koji je kod vodoravne podloge jednak težini tijela. Fn je reakcija na djelujuću silu (težinu tijela) i ima suprotan smjer. Prema tome slijedi:
{\displaystyle F_{t}=\mu \cdot F_{n}}
μ se zove koeficijent trenja klizanja, pa slijedi:
{\displaystyle \mu ={\frac {F_{t}}{F_{n}}}={\frac {F_{t}}{G}}}
to jest koeficijent trenja klizanja je omjer između sile trenja i okomitog pritiska na podlogu (koji je jednak težini tijela). On kazuje koliko dio od okomitog pritiska na podlogu, odnosno od težine tijela, otpada na trenje. Tako je na primjer koeficijent trenja klizanja kod lijevanog željeza po bronci 0,15, a za broncu po bronci 0,20. Za dva ista materijala vrijednost toga koeficijenta trenja je stalna.